# 1039 a tudományban
Az 1039. év a tudományban és a technikában.

## Halálozások
- Ibn al-Hajszam polihisztor (* 965)